# Фергана
Фергана̀ (на узбекски: Farg'ona или Фарғона; на таджикски: Фарғона/на персийски: فرغانه) е град в Източен Узбекистан, разположен в южната част на Ферганската долина. Населението на града към 1 януари 2005 е 164 334 души. Фергана е административен център на Ферганска област. Намира се на около 420 км източно от столицата Ташкент и на около 75 км западно от Андижан.

## География
Големият фергански канал, построен през 30-те години на 20 век, минава през северната част на града.

## История
Фергана е основана от руснаците през 1876 като крепостен град и колониална придобивка към Маргелан след като Русия завладява земите на Кокандското ханство. Първоначално носи името Нови Маргелан, през 1907 градът е преименуван на Скобелев по името на генерал Михаил Скобелев, първия руски военен управител на Ферганската долина. След като болшевиките отново завладяват района през 1918-20, градът отново връща старото си име.

## Икономика
Фергана е център на нефтопроизводството във Ферганската долина. Първата нефтена рафинерия в района е построена близо до града през 1908. Оттогава са построени още нефтени рафинерии, а Фергана се е превърнала в един от най-важните нефтопреработващи центрове в Узбекистан. Природният газ в Западен Узбекистан се транспортира до долината, където се използва за производството на торове.